# Шубина, Евстолия Ильинична
Евстолия Ильинична Шубина (1 января 1938, Верхняя Пеша, Архангельская область — 2 октября 1999, Тулома, Кольский район, Мурманская область, Россия) — доярка совхоза Тулома (Мурманская область). Герой Социалистического Труда. Это звание было присвоено ей за достигнутые высокие (по 6000 кг с животного) надои коровьего молока в 1976 году. Умерла в селе Тулома Мурманской области 2 октября 1999 года. Похоронена в селе Верхняя Пеша ныне Ненецкого автономного округа.